# Neolasioptera albolineata
Neolasioptera albolineata är en tvåvingeart som beskrevs av Ephraim Porter Felt 1908. Neolasioptera albolineata ingår i släktet Neolasioptera och familjen gallmyggor.
Artens utbredningsområde är New York. Inga underarter finns listade i Catalogue of Life.